# Liste des écrits de Kim Jong-il

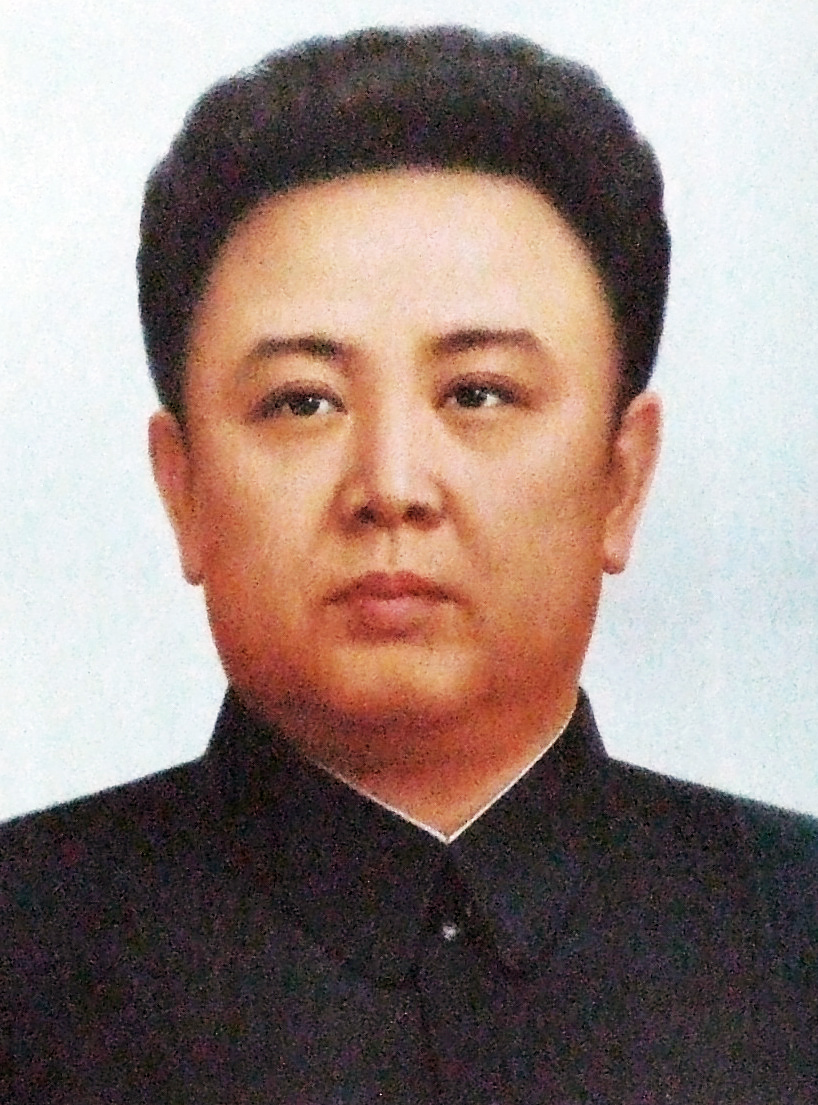

Kim Jong-il (16 février 1942 – 17 décembre 2011) est le dirigeant de la Corée du Nord de 1994 à sa mort en 2011.
Selon des sources nord-coréennes, le nombre d'écrits de Kim Jong-il s'élève à environ 890 de juin 1964 à juin 1994. D'après l'agence centrale de presse nord-coréenne, le nombre d'écrits de 1964 à 2001 est de 550. En 2000, il est rapporté que la maison d'édition du Parti du travail de Corée a publié au moins 120 œuvres de Kim. En 2009, l'agence centrale de presse indique les chiffres suivants :

« Au moins 354 000 volumes [des œuvres de Kim Jong-il] ont été traduits dans près de 70 langues et ont été publiés dans environ 80 pays au cours du nouveau siècle.
Il y a eu plus de 500 activités d'étude et de distribution de ses œuvres dans au moins 120 pays et régions en 2006. L'année suivante a enregistré plus de 600 activités de diverses formes dans au moins 130 pays et régions. Et 2008 a vu au moins 3 000 activités dans plus de 150 pays et régions dans le même but »

.
Les Œuvres choisies de Kim Jong-il (Édition élargie), dont la publication s'est poursuivie après sa mort, compile vingt-quatre volumes en coréen et 15 volumes en anglais. Les volumes trois à huit n'ont jamais été publiés en anglais.
La Collection complètes des œuvres de Kim Jong-il en est actuellement au volume 13. Il existe une « Maison d'exposition des œuvres de Kim Jong-il » en Corée du Nord, réunissant 1 100 de ses écrits et manuscrits.
Dans ses années d'adolescence et d'université, Kim Jong-il a écrit des poèmes – notamment Ô Corée, je t'apporterai la gloire - et également des textes de chansons. Son premier travail littéraire d'importance est De l'art cinématographique en 1973.

## Bibliographie

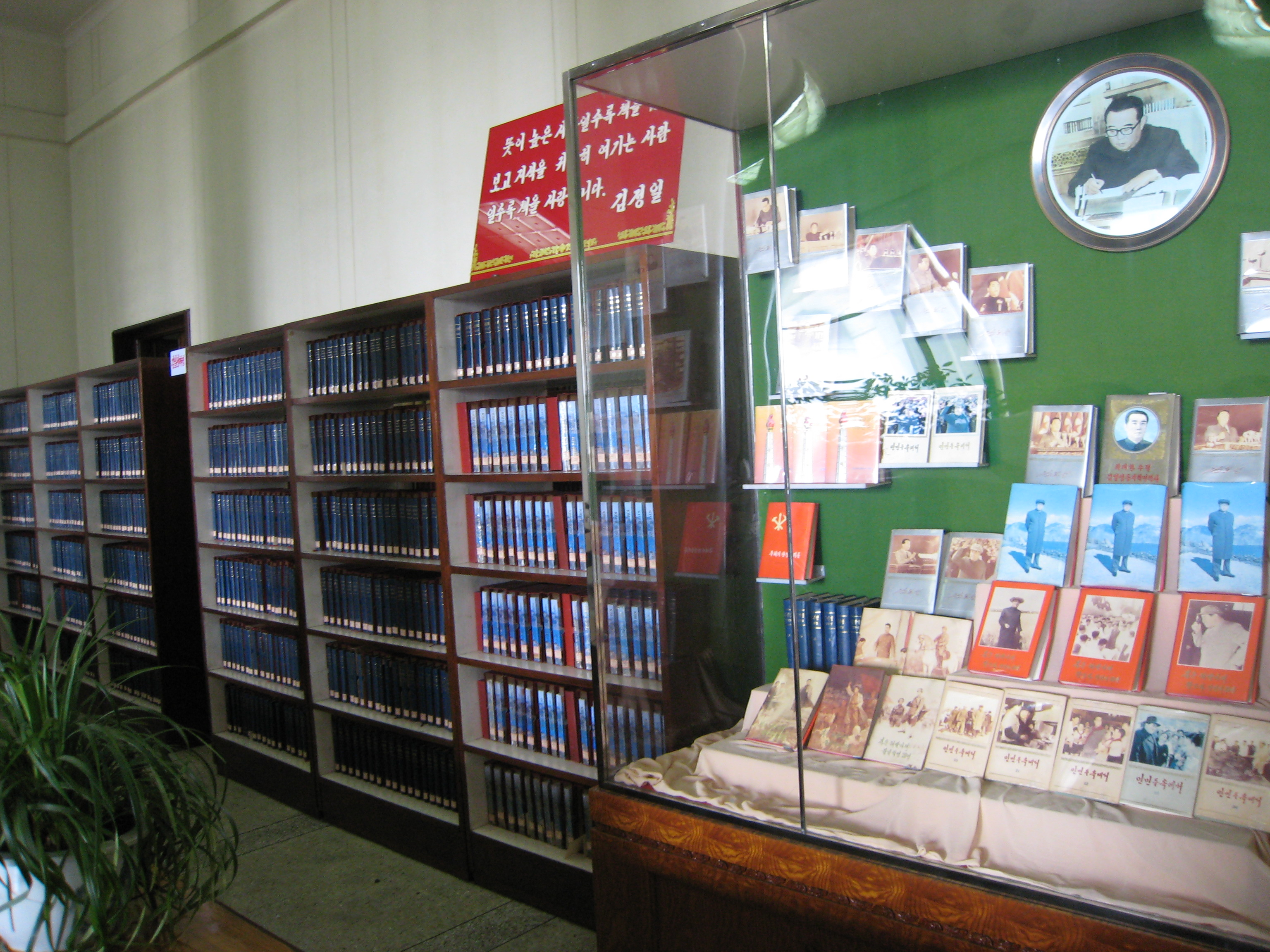
Collection de livres de la dynastie Kim.